# Jacoby Ellsbury
Jacoby McCabe Ellsbury (Madras, 11 settembre 1983) è un giocatore di baseball statunitense di ruolo esterno centro, free agent dal 20 novembre 2019.
Specialista nel rubare le basi, è stato il leader dell'American League in questa statistica nel 2008 e nel 2009. In carriera ha vinto anche il premio AL Comeback Player of the Year, il Gold Glove e il Silver Slugger Award nel 2011. Nel 2007 e nel 2013 ha vinto le World Series con i Boston Red Sox. Dal 2014 è passato, insieme a Stephen Drew, nelle file dei New York Yankees.

## Carriera
Dopo le superiori nella città natale di Madras, ha frequentato la Oregon State University a Corvallis. Nel 2005 fu selezionato al 1º giro del draft amatoriale della MLB dai Boston Red Sox come 23ª scelta assoluta.
Debuttò in MLB il 30 giugno 2007, al Fenway Park di Boston contro i Texas Rangers. In quella stagione i Boston Red Sox vinsero le World Series.
Per due stagioni è stato il migliore dell'American League (AL) nelle basi rubate, 50 nel 2008 e 70 nel 2009.
Nella stagione 2011 è diventato il primo giocatore della storia dei Boston Red Sox ad entrare nel Club dei 30-30, che accoglie i giocatori che hanno conseguito almeno 30 fuoricampo e 30 basi rubate in una sola stagione..
Nel 2013 i Red Sox vinsero le World Series. Il 31 ottobre Ellsbury divenne free agent per la prima volta in carriera. Il 3 dicembre, firmò un contratto con i New York Yankees di sette anni dal valore di 153 milioni. Il contratto fu reso ufficiale il 7 dicembre.
Il 19 marzo 2018, gli Yankees annunciarono che Ellsbury non avrebbe partecipato all'Opening Day a causa di uno strappo al tendine ulnare destro. Il 3 aprile è stato anche rivelato che a Ellsbury è stato diagnosticato un disturbo dell'anca, esponendolo a un periodo di riposo più lungo. Il 6 agosto è stato operato all'anca sinistra, l'intervento lo terrà lontano dal campo da gioco per l'intera stagione 2018. Dopo aver saltato per intero anche la stagione 2019, gli Yankees svincolarono Ellsbury il 20 novembre 2019.

## Palmarès

### Club
- World Series: 2

Boston Red Sox: 2007, 2013

### Individuale
- MLB All-Star: 1

2011
- Silver Slugger Award: 1

2011
- Guanti d'oro: 1

2011
- Leader dell'American League in basi rubate: 3

2008, 2009, 2013
- Leader dell'American League in basi rubate: 3

2008, 2009, 2013
- Comeback Player of the year dell'American League - 2011
- Esordiente del mese dell'AL: 1

settembre 2007
- Giocatore della settimana dell'AL: 2

(12 giugno 2011, 31 agosto 2014)